# Agbalépédogan
Agbalépédogan est une ville du Togo située dans la région maritime, au nord de l'agglomération de Lomé, la capitale du Togo.
On trouve à Agbalépédogan, une gare routière qui permet de prendre le bus pour rejoindre le nord du pays.